# Зангареев, Сергей Фаритович
Сергей Фаритович Зангареев (3 октября 1980, Адлер, Краснодарский край) — российский футболист, крайний полузащитник.

## Биография
Воспитанник сочинского футбола. На взрослом уровне начал выступать в 1998 году в дубле «Жемчужины» во втором дивизионе. Провёл в составе дубля два сезона, сыграв 61 матч в первенствах России, однако за основную команду сочинского клуба так и не сыграл.
В ходе сезона 2000 года перешёл в латвийский «Вентспилс». За четыре сезона в составе клуба стал трёхкратным серебряным (2000, 2001, 2002) и бронзовым (2003) призёром чемпионата Латвии, обладателем Кубка Латвии (2003). Принимал участие в матчах еврокубков.
В 2004 году вернулся в Россию, выступал в первом дивизионе за клуб «Лисма-Мордовия» и во втором дивизионе за тольяттинскую «Ладу».
С 2006 года в течение трёх лет снова выступал в Латвии за «Вентспилс». За это время стал трёхкратным чемпионом Латвии (2006, 2007, 2008), обладателем (2007) и финалистом (2008) национального Кубка. Всего за 7 сезонов в высшей лиге Латвии сыграл 140 матчей и забил 22 гола, также провёл 20 матчей (1 гол) в еврокубках. В 2008 году был на просмотре в московском «Динамо».
С 2009 года до конца профессиональной карьеры играл во втором дивизионе России за «Машук-КМВ» (Пятигорск), «Торпедо» (Армавир), «Горняк» (Учалы), «Биолог-Новокубанск» (Прогресс). Затем выступал на любительском уровне за клубы города Сочи. Принимал участие в матчах чемпионата Абхазии за клубы «Киараз» (Пицунда) и «Гагра».
Во второй половине 2010-х годов работал в Сочи детским тренером.